# Лесняк, Здзислав
Здзи́слав Ле́сняк (пол. Zdzisław Leśniak; 13 декабря 1930 — 22 сентября 2002) — польский актёр театра, кино, телевидения и кабаре, также театральный режиссёр.

## Биография
Здзислав Лесняк родился в Бориславе. Актёрское образование получил в Государственной высшей театральной школе в Варшаве (теперь Театральная академия им. А. Зельверовича), которую окончил в 1954 году. Актёр театров в разных городах (Ополе, Краков — Новая Гута, Варшава). Выступал в спектаклях «театра телевидения» в 1958—1981 годах, пел и играл разные роли в «Кабаре джентльменов в возрасте». Умер в Варшаве. 

## Избранная фильмография
- 1956 — Канал / Kanał
- 1957 — Настоящий конец большой войны / Prawdziwy koniec wielkiej wojny
- 1960 — Тысяча талеров / Tysiąc talarów
- 1960 — Косоглазое счастье / Zezowate szczęście
- 1960 — Стеклянная гора / Szklana góra
- 1961 — Осторожно, йети! / Ostrożnie, Yeti!
- 1960 — Счастливчик Антони / Szczęściarz Antoni
- 1962 — Гангстеры и филантропы / Gangsterzy i filantropi
- 1963 — Беспокойная племянница / Smarkula
- 1963 — Кодовое название «Нектар» / Kryptonim Nektar
- 1963 — Новогоднее приключение / Przygoda noworoczna
- 1964 — Зной / Upał
- 1964 — Первый день свободы / Pierwszy dzien wolności
- 1964 — Барбара и Ян / Barbara i Jan (только в 5-й серии)
- 1965 — Слово имеет прокурор / Głos ma prokurator
- 1965 — Всегда в воскресенье / Zawsze w niedzielę
- 1965 — Нелюбимая / Niekochana
- 1966 — Лекарство от любви / Lekarstwo na miłość
- 1966 — Ад и небо / Piekło i niebo
- 1966 — Барьер / Bariera
- 1966 — Худой и другие / Chudy i inni
- 1966 — Клуб профессора Тутки / Klub profesora Tutki (4. серия — Профессор Тутка среди меломанов)
- 1967 — Марсиане / Marsjanie
- 1970 — Четыре танкиста и собака / Czterej pancerni i pies (только в 18-й серии)
- 1970 — Авель, твой брат / Abel, twój brat
- 1971 — Миллион за Лауру / Milion za Laurę
- 1972 — Этот жестокий, никчёмный парень / Ten okrutny, nikczemny chłopak
- 1973 — Яношик / Janosik (только в 3-й серии)

## Признание
- 1984 — Золотой Крест Заслуги.